# 中国科学院微小卫星创新研究院
中国科学院微小卫星创新研究院（又称上海微小卫星工程中心）是中华人民共和国微小卫星及相关技术领域的总体单位之一。微小卫星创新研究院为正局级，事业编制控制数350名。

## 历史
- 1999年2月，中国科学院上海微系统与信息技术研究所、中国科学院上海技术物理研究所联合上海航天技术研究院、上海电信等单位成立中国科学院小卫星工程部。

- 2003年12月14日，挂牌成立上海微小卫星工程中心，由中国科学院与上海市共建[6]。

- 2017年9月26日，中国科学院微小卫星创新研究院正式成立[7]。

## 机构
- 通信卫星总体部、遥感卫星总体部、科学卫星总体部
- 卫星电子技术研究所、卫星控制技术研究所、卫星力热技术研究所、卫星软件技术研究所
- 导航卫星研究所、微纳卫星研究所[8]

## 产品与服务
- 导航卫星
  - 北斗卫星导航系统卫星（与中国空间技术研究院直接竞争[9][10]）
- 通信卫星
- 科学卫星
  - 悟空号暗物质粒子探测卫星
  - 墨子号量子科学实验卫星
  - 微重力技术实验卫星
  - 引力波暴高能电磁对应体全天监测器
- 遥感卫星
  - 遥感系列卫星
  - 全球二氧化碳监测科学实验卫星
- 互联网卫星
  - 卫星互联网技术试验系列卫星
  - 卫星互联网系列卫星
- 货运飞船
  - 轻舟货运飞船

## 历任领导
- 相里斌（2009年9月-2016年5月）
- 于英杰（2016年6月-2018年5月）
- 龚建村（2019年1月-2021年6月）[11][12][13]
- 胡海鹰（2022年4月-）